# Effectenbeurs van Warschau

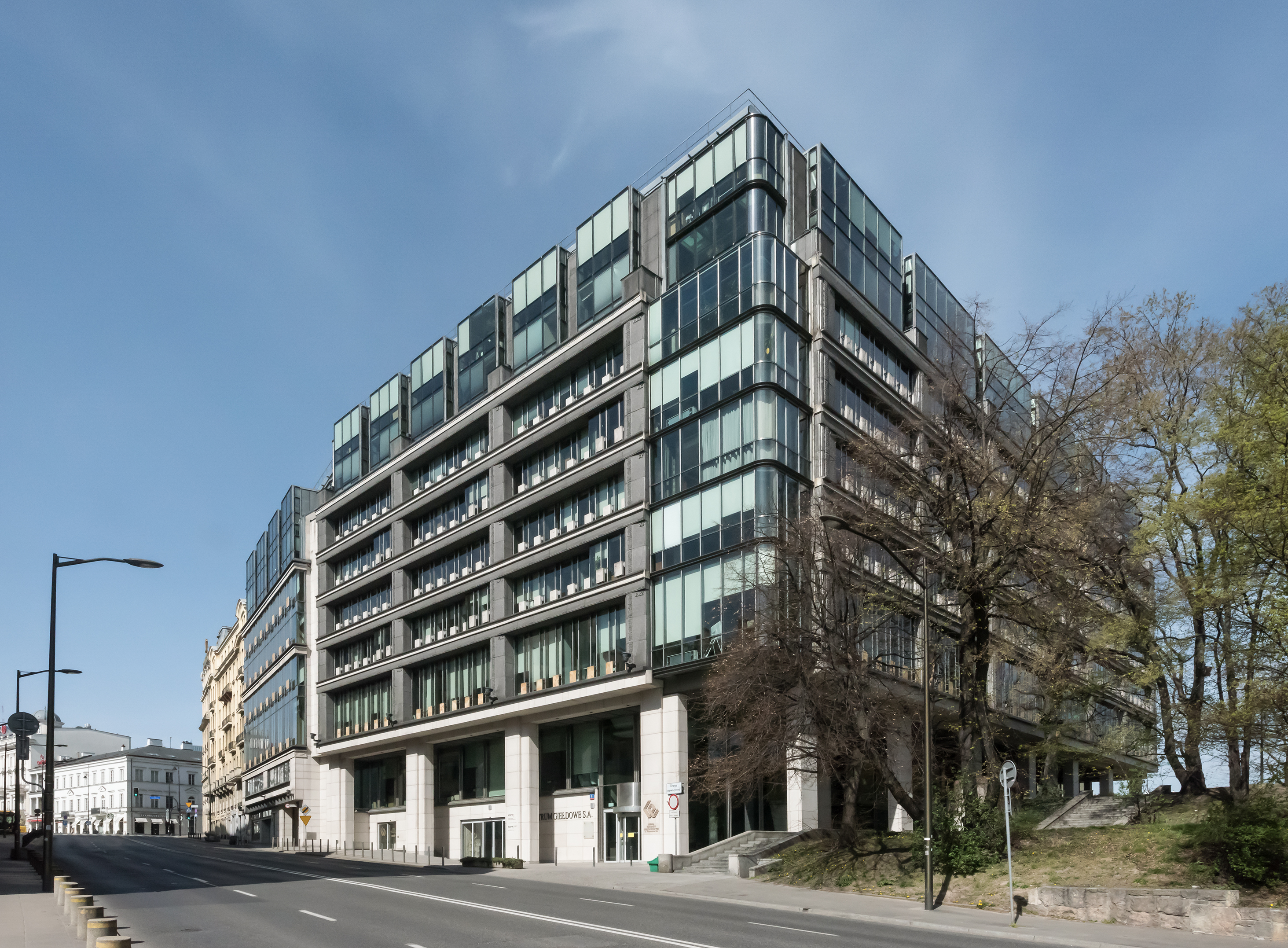
Huidige onderkomen van de beurs

De Effectenbeurs van Warschau is de belangrijkste effectenbeurs van Polen. De Poolse benaming is Giełda Papierów Wartościowych w Warszawie.

## Geschiedenis
De eerste beurs in Warschau werd opgericht in 1817. De handelsessies vonden plaats tussen een en twee uur 's middags. Aanvankelijk werden er vooral leningen en obligaties verhandeld. In het interbellum tussen de beide wereldoorlogen was de beurs van Warschau veruit de grootste van het land, 90% van het volume werd er verhandeld. Na het uitbreken van de Tweede Wereldoorlog werd de beurs gesloten. Pas na de val van het communistische regime in 1989 kon de beurs opnieuw heropend worden. In 1991 werd er daadwerkelijk handel mogelijk gemaakt. Sindsdien is de beurs sterk gegroeid. In juli 2008 waren er 366 aandelen genoteerd aan de beurs.

## Index
Er zijn verschillende indices aan de beurs van Warschau, maar de WIG 20 is veruit de belangrijkste graadmeter.